# Malandragem
Malandragem („Gaunertum“, „Faulenzerei“, auch „Gesindel“; mɐlɐ̃ˈdraʒɐ̃ĩ) beschreibt das brasilianische und portugiesische Stereotyp der Malandros (männlich) und Malandras (weiblich).
Der brasilianische Malandro wendet im täglichen Leben ein System von Tricks an, um sich in allen Situationen einen Vorteil zu verschaffen. Dabei handelt es sich häufig um illegale Vorteile. Es zeichnet sich durch Improvisation, Einfallsreichtum und Raffinesse aus. Die Ausführung erfordert Geschicklichkeit, Charisma, Gerissenheit und jegliche Fertigkeiten, die die Manipulation von Personen oder Institutionen ermöglichen, um das bestmögliche Ergebnis auf einfachste Art und Weise zu erhalten. Gegentyp zum Malandro ist der Caxias, der Mané, der Otário, der Trouxa, der Abestado, der Vacilão, der biedere, tugendsame, gesetzestreue Spießbürger ohne besondere Individualität.
Der portugiesische Malandro weicht im Wesentlichen nur wenig von der brasilianischen Bedeutung ab, zeigt aber im Detail mehr Abstufungen. Gleichzeitig erreicht der Begriff dort nicht die gleiche Bedeutung und Präsenz wie in Brasilien. Die weibliche Form Malandra für Frauen des Typus ist gebräuchlich, wenn auch seltener anzutreffen.

## Brasilien

### Charakterisierung des Malandro
Der Malandro lehnt logische Argumentation, Arbeit und Ehrlichkeit ab, da er annimmt, dass diese Methoden nicht zu einem guten Ergebnis führen. Diejenigen, die sich nach dem Prinzip der Malandragem verhalten, handeln nach einer bekannten brasilianischen stehende Wendung, die in einem Werbespruch des ehemaligen brasilianischen Fußballers Gérson de Oliveira Nunes in einer Zigarettenwerbung verewigt wurde und daher auch Lei do Gerson, Gersons Gesetz, genannt wird. Er lautet: „gosto de levar vantagem em tudo“ („ich verschaffe mir gerne bei allem einen Vorteil“).
Zusammen mit dem Konzept des Jeitinho (Geschicklichkeit, etwas zu erreichen) kann die Malandragem als weitere typische, aber nicht ausschließlich brasilianische Art und Weise der sozialen Navigation betrachtet werden. Im Gegensatz zur Jeitinho wird bei der Malandragem jedoch die Rechtschaffenheit von Institutionen und Individuen beschädigt, was juristisch gesprochen als Betrug definiert wird. Erfolgreiche Malandragem heißt jedoch, sich einen Vorteil zu verschaffen, ohne dass man dabei erwischt wird. Kurz gesagt, der Malandro täuscht sein Opfer („otário“) ohne dass es den Betrug bemerkt.
Malandragem wird nach weitverbreiteter, brasilianischer Vorstellung als Werkzeug zur individuellen Justiz gesehen. Gegenüber der Gewalt der unterdrückenden Institutionen überlebt der Malandro, indem er Menschen manipuliert, Autoritäten hereinlegt und Gesetze umgeht und so sein eigenes Wohlergehen sichert.
Ebenso wie die Jeitinho ist die Maladragem ein intellektuelles Mittel, das von Individuen mit wenig sozialem Einfluss oder sozial Benachteiligten verwendet wird. Dies schränkt jedoch nicht die Verwendung der Malandragem von sozial besser gestellten Individuen ein. Mit Hilfe der Malandragem verschafft man sich illegale Vorteile beim Glücksspiel, bei Geschäften und im sozialen Leben generell. Als Malandro zählt beispielsweise der Arbeitgeber, der seinen Angestellten weniger zahlt als er müsste, ebenso wie der Spieler, der die Karten manipuliert und so die Runde gewinnt.
Doch trotz dieser anscheinend egozentrischen, verlogenen und hinterhältigen Art ist die Person, die sich der Maladragem bedient, nicht zwangsläufig egoistisch. Er könnte möglicherweise etwas faul sein, aber der Malandro geht nicht achtlos mit den Menschen um ihn herum um. Er benutzt die Malandragem nicht mit der Absicht, eine Person auszunutzen und damit anderen zu schaden, sondern vielmehr um einen Ausweg aus einer ungerechten Situation zu finden, auch wenn das bedeutet, zu illegalen Methoden greifen zu müssen.

### Rezeption
Eine verbindliche „Theorie der Malandragem“, die dieses typische Verhalten ideologisch stützt und rechtfertigt, scheint bisher nicht vorzuliegen. Dagegen wird das Verhalten, die Einstellung und der Alltag des Malandro vor allem in den Künsten dargestellt und beschrieben. Die Fachliteratur hebt dabei zumeist Einzelaspekte hervor und untersucht Kombinationen wie „Malandragem und Musik“ oder „Malandragem und Literatur“. Der Anthropologe Roberto da Matta (1979) untersuchte das Phänomen unter sozialanthropologischen Gesichtspunkten.
Das Sambastück "Lenço no Pescoço" („Tuch um den Hals“), 1933 von Wilson Batista geschrieben und aufgenommen von Sílvio Caldas, entwickelte sich durch seine präzise Beschreibung des Lebensstils des Malandro zu einer Hymne der brasilianischen Malandragem. Seither wurde der Typus insbesondere von volkstümlichen Sambamusikern häufig besungen. Zu nennen ist dabei Bezerra da Silva, der mit Albentiteln wie „Malandro Rife“ (1985), „Alô Malandragem, Maloca o Flagrante“ (1986), „Malandro é Malandro e Mané é Mané“ (1999) oder seiner Drei Tenöre-Parodie mit drei weiteren Samba-Sängern („Bezerra, Moreira e Dicró - Os 3 Malandros In Concert“, 1995) als bekannteste Figur der Malandragem gelten kann. 1978 schrieb Chico Buarque das an die Dreigroschenoper angelehnte Musical Ópera do Malandro, das 1986 verfilmt wurde. Eine unüberschaubare Zahl an Titeln beschäftigte sich bis heute mit dem Themengebiet.
In der Literatur wird als frühes Beispiel der brasilianischen Literatur die Figur des Leonardo in dem Roman Memórias de um sargento de milícias (1854) von Manuel Antônio de Almeida betrachtet. Der Antiheld Macunaíma (1928) von Mário de Andrade ist ein weiteres typisches Beispiel.
Ein Malandro ist bereits oft an seinem Kleidungsstil erkennbar, seine Subjektivität findet sich auch in seiner Diktion. So verwendet er in seinem Slang (gíria do malandragem) Amerikanismen, Kleidungsmerkmale waren häufig Strohhut und in den 1940er Jahren der aus Amerika übernommene Zoot-Stil. Der Malandro taucht mit diesen Accessoires als Bühnenfigur im brasilianischen Theater auf. Im Zeichentrickfilm wird die allgemeine Erkennbarkeit des Typus häufig vorausgesetzt, z. B. bei Walt Disney in der Figur des Papageien Zé Carioca (Drei Caballeros im Sambafieber, 1943) oder in der Figur der Ente Gustav Gans; Hanna-Barbera zeigten ihn in der Figur des Katers Top Cat (1961).

## Portugal

### Charakterisierung und Rezeption
In Portugal wird der Begriff des Malandro auch schelmisch benutzt, vor allem von älteren Generationen, vergleichbar mit im Deutschen benutzten Begriffen von Schwerenöter bis Schlingel. Die Abgrenzung zur ablehnenden Bezeichnung für einen Kleinkriminellen, dem man nicht trauen sollte, erfolgt über den Kontext und die Betonung, die entweder verschmitzt und im leicht singenden Tonfall auf eine schelmische Absicht hindeutet, oder aber im eher vorwurfsvollen bis entrüsteten Ton die ernste Verwendung anzeigt.
So gibt die Infopédia, die Online-Enzyklopädie des Porto Editora-Verlagshaus, für das Substantiv Malandro die drei Bedeutungen „Krimineller“ (in den Varianten Schurke, Dieb, Person der Unterwelt und böswilliger Herumtreiber), „Faulpelz“, und „Schlingel“ bzw. „Streichspieler“ an. Zu dem Adjektiv malandro gibt die Infopédia die vier Varianten „faul“, „albern“, „boshaft“ und „böswillig“ an. Das Standard-Wörterbuch Dicionário de Português-Alemão übersetzt das Substantiv Malandro mit den beiden Bedeutungsvarianten „Schlingel“ bzw. „Lümmel“ und „Gauner“ bzw. „Halunke“, während das Adjektiv malando zum einen mit „frech“ und zum anderen mit „faul“ übersetzt wird. Malandragem wird dort zum einen mit der deutschsprachigen Bedeutung „Gauner“ und „Gesindel“ und zum anderen mit „Faulenzerei“ und „Herumtreiberei“ angegeben.
Die in Brasilien weit überwiegende Verwendung existiert aber auch in Portugal. So wird der Begriff vor allem in der Kultur und Popkultur, insbesondere von Literatur über Film bis Musik, auch als augenzwinkernde Sozialkritik verwendet, in dem Sinne, als dass der Kleinkriminelle zwar etwas Verwerfliches tut, hierzu aber von den ungerechten Einkommens- und Vermögensverhältnissen gezwungen wird, also trotz seiner nach außen gezeigten, kleingeistig-angeberischen Art im Grunde nur in gesellschaftlicher Notwehr handelt. Die Darstellung von Kleinkriminellen gerät in diesen Fällen zu einer nicht restlos skrupellosen, eher hilflosen, oft unbeschwerten bis unbeholfenen und manchmal sogar gutmütigen Charakterisierung. Beispiele finden sich etwa in den literarischen Preisungen der Faulheit des Arztes und Autors Luís Campos oder auch im Roman Crónica dos Bons Malandros (Mário Zambujal, 1980), der sowohl als gleichnamiger Kinofilm (1984) als auch als gleichnamige Fernsehserie (2020) erfolgreich verfilmt wurde.
In der Musik setzte Rui Veloso mit seiner ersten Single Chico Fininho (1980) auch dem typischen Malandro ein Denkmal. Im Film Crónica dos Bons Malandros besang er 1984 mit Rock dos Bons Malandros den Typus erneut. Paulo de Carvalho, der dort eine Hauptfigur spielte, trug mit O Malandro ebenfalls zur passenden Filmmusik bei.